# Juicy J
Jordan Michael Houston (* 5. dubna 1975, Memphis), známý spíše pod svým uměleckým jménem Juicy J, je americký hip hopový raper, herec a producent. V roce 1991 spoluzaložil hip hopovou kapelu Three 6 Mafia, kterou založil s DJ Paulem, Lordem Infamousem, rapperem Crunchy Blackem a dalšími.

## Diskografie
- Chronicles of the Juice Man (2002)
- Hustle Till I Die (2009)
- Stay Trippy (2013)
- Rubba Band Business: The Album (2017)
- Shutdafukup (2018)
- Three 6 Mafia (2019)
- Money Bank (2020)
- THE HUSTLE CONTINUES (2020)
- THE HUSTLE STILL CONTINUES (Deluxe) (2021)
- Stoner's Night (2022)